# Ветреная река
«Ветреная река» (англ. Wind River) — американский фильм в жанре нео-вестерн режиссёра Тейлора Шеридана о начинающем агенте ФБР из Лас-Вегаса, которой приходится расследовать дело о смерти молодой девушки-индианки в резервации Уинд-Ривер, в штате Вайоминг. Будучи не знакомой с местной спецификой, агент ФБР вынуждена попросить о помощи местного егеря, друга семьи погибшей. В основу фильма положены реальные события.
Премьера фильма состоялась 21 января 2017 года на кинофестивале «Санденс». Картина стала коммерчески успешной, собрав в прокате 45 миллионов долларов против 11-миллионного бюджета, и получила положительные отзывы критиков. Рейтинг фильма на сайте Rotten Tomatoes, по состоянию на август 2020 года, составлял 88 процентов «свежести», тогда как средневзвешенный рейтинг на сайте Metacritic достигал 73 баллов из 100.

## Сюжет
Фильм начинается со сцены, в которой босая девушка бежит ночью по заснеженной равнине.
Житель индейской резервации в штате Вайоминг, егерь Кори Ламберт, отправляется на поиски горного льва, нападающего на рогатый скот, но случайно находит труп молодой девушки-индианки Натали Хэнсон в снегу посреди леса. На место прибывает молодой агент ФБР Джейн Бэннер, чтобы выяснить причину смерти девушки. Патологоанатом, отмечая явные признаки изнасилования у Хэнсон, отказывается написать в заключении, что девушку убили, поскольку формально смерть наступила от разрыва лёгких, заполненных кровью из-за морозного воздуха. Из-за того, что причиной смерти не названо убийство, ФБР не может прислать более многочисленную группу вместо своего агента, поэтому Бэннер приходится распутывать дело в одиночку. На её просьбу о помощи Ламберт отвечает согласием. Как позднее выясняется, сам он несколько лет назад потерял свою дочь от брака с женщиной-индианкой, ровесницу и подругу Натали, после чего его брак распался. Ламберт и начальник полиции резервации Бен Шойо оказывают помощь Джейн Бэннер и через брата убитой девушки, наркомана и варщика метамфетамина, узнают имя её бойфренда. Выясняется, что это Мэтт Рэйберн — работник охраны расположенной в той же местности буровой. На следующий день Ламберт и Бэннер находят в лесу обнажённый и изгрызенный животными труп самого Рейберна.
Бэннер с Шойо и двумя полицейскими приезжают на буровую, чтобы осмотреть трейлер убитого. Охранники буровой утверждают, что их коллега пропал три дня назад после ссоры со своей девушкой, но их показания вызывают у Джейн подозрения, в частности, что они называют погибшую по имени, которое услышали на радио - в то время как по радио не передавалось столь подробной информации. Эмоции накаляются и охранники буровой едва не затевают перестрелку с представителями закона. Джейн удаётся успокоить обе стороны, и она стучит в дверь трейлера.
Следует сцена, произошедшая несколькими днями ранее, где выясняется, что Натали пришла к любимому мужчине в гости, а нагрянувшие позднее его пьяные коллеги начинают к ней приставать. Рэйберн бросается на защиту Натали, но его коллеги, пользуясь численным преимуществом, избивают его, тогда как зачинщик конфликта, Пит Микенс, начинает насиловать Натали. Рэйберну удаётся отбить Натали от насильника и дать ей возможность сбежать, но коллеги забивают его насмерть.
Ламберт, продолживший тем временем поиски горного льва, обнаруживает в лесу след снегохода, который ведёт к буровой и понимает, что это мог быть только тот снегоход, следы которого раньше он заметил возле места, где нашли труп Рэйберна. Он связывается по рации с Беном, и тот пытается предупредить Джейн. Но в этот момент Микенс стреляет в неё через закрытую дверь, и от смерти агента спасает только бронежилет. Между охранниками и полицейскими завязывается перестрелка, в которой верх одерживают охранники. Один из работников буровой собирается застрелить раненую Бэннер, но подоспевший Ламберт выстрелами из винтовки с оптическим прицелом убивает его и почти всех оставшихся охранников буровой. В живых остаётся лишь Микенс, который, выбив окно трейлера с другой стороны, убегает в лес. Бэннер напоследок удаётся его ранить из пистолета. Ламберт помогает Джейн остановить кровотечение и даёт ей рацию для связи и вызова вертолета. Джейн велит Ламберту продолжать преследование сбежавшего Микенса, а когда Ламберт предупреждает, что в таком случае преступник назад не вернется, соглашается с ним. Ламберт нагоняет Микенса в горах. Связав и разув его, Ламберт отвозит Микенса на вершину горы Ганнетт-Пик, где особенно морозно. Там он предлагает Микенсу честно во всём сознаться, что тот и делает. Тогда Ламберт говорит выжившему, что погибшая девушка пробежала шесть миль босиком по снегу и, разрезав верёвки, даёт тому возможность найти выход к шоссе. Пробежав несколько сотен шагов, сотрудник буровой падает и умирает в муках.
Ламберт навещает Бэннер в больнице, где хвалит её за храбрость и силу духа, несмотря на её возражения. После этого он возвращается в посёлок и заходит во двор к отцу погибшей — Мартину. Тот спрашивает о том, как насильник принял смерть, на что охотник отвечает: «В соплях». Мартин говорит, что простил сына-наркомана и скоро заберёт его из полицейского участка. Кори присаживается рядом и мужчины немногословно делятся горем, испытанным от смертей своих дочерей.
Фильм заканчивается словами: «Статистика пропавших без вести ведётся по всем группам населения, но не учитывает женщин коренных народов США. Никто не знает, сколько этих девушек и женщин пропало и кто виновен в их гибели».

## В ролях
| Актёр                   | Роль                                            |
| ----------------------- | ----------------------------------------------- |
| Джереми Реннер          | Кори Ламберт агент Службы охраны диких животных |
| Элизабет Олсен          | Джейн Беннер агент ФБР                          |
| Грэм Грин               | Бен шеф полиции                                 |
| Гил Бирмингем           | Мартин Хэнсон отец Натали                       |
| Келси Чоу               | Натали Хэнсон погибшая девушка                  |
| Джон Бернтал            | Мэтт Рэйбёрн парень Натали                      |
| Джеймс Джордан          | Пит Миккенс коллега Мэтта                       |
| Джулия Джонс            | Уилма Ламберт бывшая жена Кори                  |
| Тео Брионес             | Кейси Ламберт сын Кори и Уилмы                  |
| Апесанахкват            | Дэн Кроуарт дед Кейси                           |
| Танту Кардинал          | Элис Кроуарт бабка Кейси                        |
| Мартин Сенсмейер        | Чип Хэнсон брат Натали                          |
| Алтея Сэм               | Энни Хэнсон мать Натали                         |
| Хью Диллон              | Кёртис коллега Мэтта                            |
| Мэттью Дель Негро       | Диллон коллега Мэтта                            |
| Иэн Боэн                | Эван полицейский                                |
| Эрик Ланж               | доктор Уайтхёрст судмедэксперт                  |
| Джералд Токала Клиффорд | Сэм Литтлфэзер друг Чипа                        |
| Тайлер Ларакка          | Фрэнк Уокер друг Чипа                           |

## Производство
Тейлор Шеридан в молодости жил в индейской резервации Пайн-Ридж, а впоследствии приобрёл дом в Вайоминге. Общаясь с коренным населением, Шеридан много узнал об их проблемах, которые, по его мнению, практически не отражены в кинематографе. Шеридан заручился моральной поддержкой знакомых индейцев, пообещав им, что фильм будет снят в строго определённой манере им самим. Это помогло ему получить частичное финансирование от индейской общины.
На главные роли Шеридан изначально планировал пригласить Элизабет Олсен и Джереми Реннера. Олсен стала первой участницей актёрского коллектива, и тема лично ей оказалась близка, так как актриса работает в качестве добровольца с жертвами сексуального насилия. Перед съёмками Олсен на протяжении нескольких месяцев тренировалась в стрельбе, самообороне и борьбе. Джереми Реннер на тот момент был занят на съёмках фильма «Прибытие», но поскольку Шеридан долго не мог найти финансирование и решить другие организационные вопросы, то, в итоге, актёр освободился и присоединился к съёмочной группе.
Съёмки проходили с 12 марта по 25 апреля 2016 года в штате Юта, где природные условия соответствовали описываемым в фильме. В частности, съёмки велись в горах Уосатч, окрестностях горнолыжного курорта Парк-Сити и в каньоне Уэбер. На съёмочной площадке также присутствовали индейские старейшины.
Статистика, появляющаяся в конце фильма, стала результатом трёхмесячных поисков, осуществленных ассистентами Шеридана. Режиссёр хотел найти точные цифры, сколько индианок подверглось насилию или пропало без вести, но, как выяснилось, подобная статистика ведётся государственными организациями по всем этническим группам, кроме представительниц коренного населения США. Шеридан включил этот результат в фильм.

## Премьеры
Премьера фильма состоялась 21 января 2017 года на кинофестивале «Санденс».

## Награды и номинации
- 2018 — номинация на премию «Сатурн» за лучший триллер
- 2018 — номинация на премию «Спутник» за лучшую мужскую роль (Джереми Реннер)
- 2018 — номинация на премию Гильдии режиссёров США за лучший режиссёрский дебют (Тейлор Шеридан)
- 2017 — попадание в десятку лучших независимых фильмов года по версии Национального совета кинокритиков США
- 2017 — приз Особый взгляд — за лучшую режиссуру Каннского кинофестиваля (Тейлор Шеридан), а также две номинации: Золотая камера (Тейлор Шеридан), Особый взгляд (Тейлор Шеридан)

## Отзывы
На сайте Rotten Tomatoes рейтинг «Ветреной реки» составляет (на август 2020 года) 88 % свежести, на основании 246 отзывов со средней оценкой 7,7 баллов из 10. Консенсус критиков сайта гласит: «„Ветреная река“ затягивает зрителей в движимую характерами тайну умным сценарием, сильным актёрским составом и искусно изображённым сеттингом, который вызывает холодные мурашки, обещанные в названии». На сайте Metacritic средневзвешенный рейтинг фильма составляет 73 балла из 100, на основании 44 обзоров, обозначая «преимущественно положительные отзывы». Зрительские группы, опрошенные сайтом PostTrak, оценили фильм на 90 % из 100.

## Сиквел
В ноябре 2022 года стало известно, что Кари Скогланд поставит сиквел «Ветренная река. Новая глава». Главную роль исполнит Мартин Сенсмейер. Съёмки должны начаться в январе 2023 года.